# Tim Breacker
Timothy Sean „Tim“ Breacker (* 2. Juli 1965 in Bicester) ist ein ehemaliger englischer Fußballspieler. Als zumeist rechter Außenverteidiger bestritt er zwischen März 1984 und Februar 1999 insgesamt 387 Erstligaspiele für Luton Town und West Ham United. Größter Erfolg war der Gewinn des Ligapokals in der Saison 1987/88 mit Luton Town nach einem 3:2-Finalsieg gegen den FC Arsenal. Im folgenden Jahr scheiterte er mit den „Hatters“ knapp an der Titelverteidigung aufgrund einer 1:3-Endspielniederlage gegen Nottingham Forest.

## Sportlicher Werdegang

### Spielerlaufbahn

#### Luton Town
Breacker besuchte die Schule in der Stadt St Neots, in der Grafschaft Cambridgeshire liegend, und schloss sich von dort dem Erstligisten Luton Town an. Im Alter von 18 Jahren debütierte er am 31. März 1984 auswärts gegen Ipswich Town und unterlag mit 0:3. Dabei hatte Trainer David Pleat den Neuling zunächst im Mittelfeld an der Seite von Brian Horton eingesetzt. Obwohl er in der Reservemannschaft in der Regel nicht auf der Position des rechten Außenverteidigers gespielt hatte, erwuchs die Idee aufgrund von Verletzungsproblemen im Kader, Breacker dort auszuprobieren. Das Experiment gelang und so etablierte er sich ab der Saison 1984/85 und absolvierte 35 von 42 Erstligapartien. In den 1980er-Jahren, die als „goldene Ära“ in die Vereinsgeschichte eingingen, spielte er an der Seite von etablierten Kräften wie Ricky Hill, Mick Harford, Brian Stein und Mal Donaghy. Dazu lief er im Jahr 1986 zweimal für die englische U-21-Auswahl auf. Da Breacker ursprünglich im offensiven Mittelfeld ausgebildet worden war, verband er seine dort gelernten Stärken in der Rolle des Außenverteidigers, der sich gerne mit Flankenläufen in den Angriff einschaltete. Sportlicher Höhepunkt war die Saison 1987/88, in der er Lutons einziger Spieler war, der alle 58 Pflichtspiele absolvierte. Dabei erreichte er im Ligapokal mit seinem Team das Finale und gewann dort überraschend mit 3:2 gegen den favorisierten FC Arsenal.
Im folgenden Jahr erreichten die „Hatters“ ein weiteres Mal mit Breacker in der Startelf das Ligapokal-Endspiel, verloren aber nun mit 1:3 gegen Nottingham Forest. Breacker konnte für Luton nur drei Tore in insgesamt 262 Pflichtspielen vorweisen, wobei aber sein Weitschuss-Treffer  aus mehr als 30 Metern am letzten Spieltag der Saison 1989/90 bei Derby County (Endstand 3:2) wichtig war für den Klassenerhalt. Ein Treffer an der heimischen Kenilworth Road war ihm jedoch nicht vergönnt. Im Oktober 1990 ging Breackers Zeit in Luton zu Ende. Hintergrund waren auch finanzielle Nöte im Verein, so dass der Transfer für eine Ablösesumme von 600.000 Pfund zu West Ham United eine gute Gelegenheit zur Linderung der Probleme war. Auch Breacker hatte wenig gegen den Wechsel einzuwenden. Zwar spielten die „Hammers“ zu dem Zeitpunkt nur in der zweiten Liga, waren dort jedoch ungeschlagen nach den ersten 10 Spielen und hatten kurz zuvor Hull City mit 7:1 demoliert.

#### West Ham United
Breacker war der erste Transfer in der Ära des neuen Trainers Billy Bonds und obwohl er eine Spielklasse höher gespielt hatte, sollte er nicht automatisch Stammspieler beim aufstrebenden Zweitligist werden. Als dann Julian Dicks gegen Swindon Town (1:0) zur Halbzeit verletzt ausgewechselt werden musste, kam er zu seinem Debüt. Schnell fand er sich in der Abwehrformation an der Seite von erfahrenen Kräften wie Alvin Martin und Tony Gale zurecht; dazu freundete er sich mit Steve Potts an. Die Mannschaft thronte im Januar 1991 mit fünf Punkten Abstand an der Tabellenspitze und besiegte in der vierten Runde des FA Cups Breackers Ex-Klub aus Luton deutlich mit 5:0 im Wiederholungsspiel. West Ham zog bis ins Halbfinale vor und Breacker ließ sich im Vorfeld am Knie operieren, mit der Erwartung, für das Spiel gegen Nottingham Forest wieder einsatzfähig zu sein. Die Hoffnung erfüllte sich nicht und so musste er tatenlos die 0:4-Niederlage ertragen. Mehr als ein „Trostpflaster“ war jedoch, dass der Klub als Zweitliga-Vizemeister in die höchste englische Spielklasse aufstieg.
Dort konnte sich der Verein jedoch nicht halten und stieg umgehend wieder ab – wie auch sein Ex-Verein aus Luton. Dabei hatten Breacker erneut Verletzungsprobleme zugesetzt und bei seinem Comeback gegen die Queens Park Rangers (2:2) im März 1992 verletzte er nach seiner Einwechslung mit der ersten Zweikampfsituation den gegnerischen Routinier und Ex-Nationalspieler Ray Wilkins, so dass dieser ausgetauscht werden musste. Nach dem erneuten Wiederaufstieg nach Ablauf der Saison 1992/93 konnte sich der Verein nunmehr in der Premier League etablieren und am Neujahrstag 1994 erzielte Breacker sein wohl bekanntestes Tor zum 1:0-Auswärtssieg gegen den FC Everton. West Ham hatte seit 1983 nicht mehr im Goodison Park gewonnen und beim vorangegangenen Aufeinandertreffern hatte Breacker den Platz nach Fouls an Andy Hinchcliffe und später Peter Beagrie verlassen müssen, nachdem Beagrie zuvor Breackers Knöchel malträtiert und sich bei vermeintlichen Fouls gegen sich theatralisch verhalten hatte. Dazu kam, dass nahezu alle Familienmitlieder seiner Frau Anhänger der „Toffees“ waren. An Ostern 1995 befand sich West Ham einmal wieder in akuter Abstiegsgefahr, bevor Siege gegen den späteren Meister Blackburn Rovers (2:1) und den FC Liverpool (3:0) den Klassenerhalt sicherten. Am letzten Spieltag sorgte das Team dann mit einem 1:1 gegen Manchester United, dass Alex Ferguson erneut die Meisterschaft verpasste. Kontrovers war eine Entscheidung gegen „United“, als Breacker den Ball im Strafraum mit der Hand berührt, nach Entscheidung des Schiedsrichters jedoch nicht absichtlich. Schon drei Jahre zuvor, als ein Treffer von Kenny Brown eine 0:1-Niederlage der „Red Devils“ besiegelt hatte, war West Ham „Spielverderber“ bei den Meisterschaftsambitionen von Manchester United gewesen. Nach Ablauf der Saison 1997/98 verlor er seinen festen Platz in der Mannschaft und im Oktober 1998 wurde Breacker für einen Monat an den Zweitligigten Queens Park Rangers ausgeliehen. Im Februar 1999 schloss er sich auf fixer Basis „QPR“ an und spielte dort bis zu seinem Rücktritt nach Ende der Saison 2000/01.

### Trainerlaufbahn
Nach dem Ende seiner aktiven Laufbahn schloss er sich dem Trainerstab der Queens Park Rangers an. Ende November 2007 wurde er Co-Trainer von Ian Holloway bei Leicester City. Bereits im Juli 2008 verließ er die „Foxes“ wieder, nachdem Nigel Pearson neuer Cheftrainer geworden war.
Nächstes Engagement war ab Ende Juli 2009 die Assistentenstelle von Phil Parkinson bei Charlton Athletic bis zur Entlassung der beiden Anfang Januar 2011. Ab nun verlagerte sich sein Fokus auf Scoutingtätigskeiten. In dieser Funktion arbeitete er ab Juli 2011 für den Zweitligisten FC Millwall und danach als Chefscout erneut unter Parkinson bei Bradford City. Ein weiteres Mal folgt er im Juni 2016 Parkinson als Chefscout, nunmehr zu den Bolton Wanderers.

## Titel/Auszeichnungen
- Englischer Ligapokal (1): 1987/88